# WBS 70

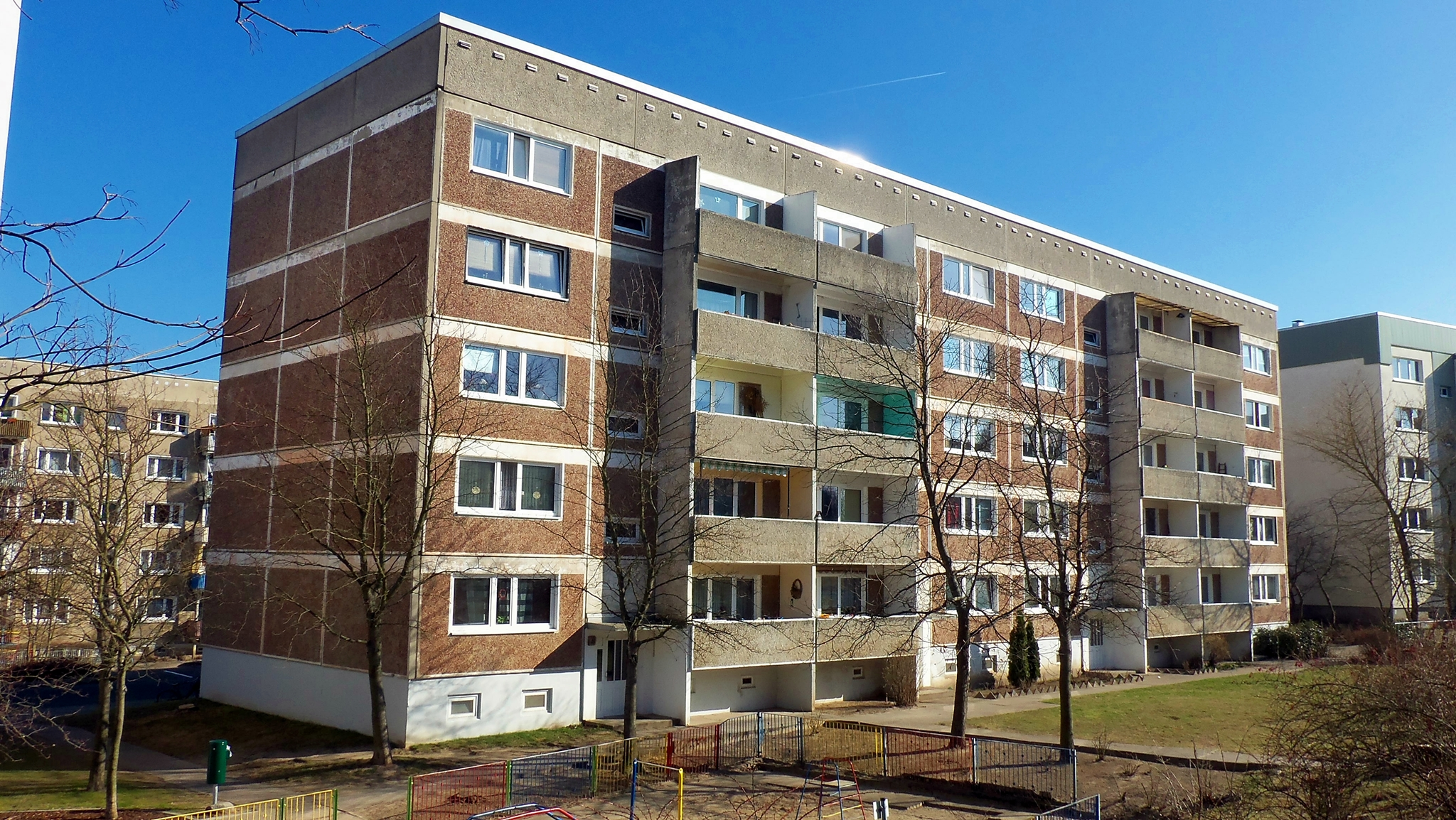
Čtyřpatrový panelák typu WBS 70

WBS 70 (zkráceno z německého Wohnungsbauserie 70) byl standardizovaný typ panelových domů, budovaných v Německé demokratické repulibce. Vyvinut byl na počátku 70. let na technické univerzitě v Drážďanech. Roku 1973 pak byl v Neubrandenburgu dokončen první dům tohoto typu (který je dnes památkově chráněn). Následovala masivní výstavba těchto domů a do roku 1990, kdy byl dobudován poslední, jich stálo na území NDR půldruhého milionu. Procentuálně představuje tento typ panelového domu 42 % veškeré obytné výstavby z časů existence Německé demokratické republiky.
V Berlíně-Hellersdorfu byl jeden z těchto panelových domů přebudován jako muzeum s bytem vybaveným dobovým nábytkem a spotřebiči.